# Clivo da Vitória

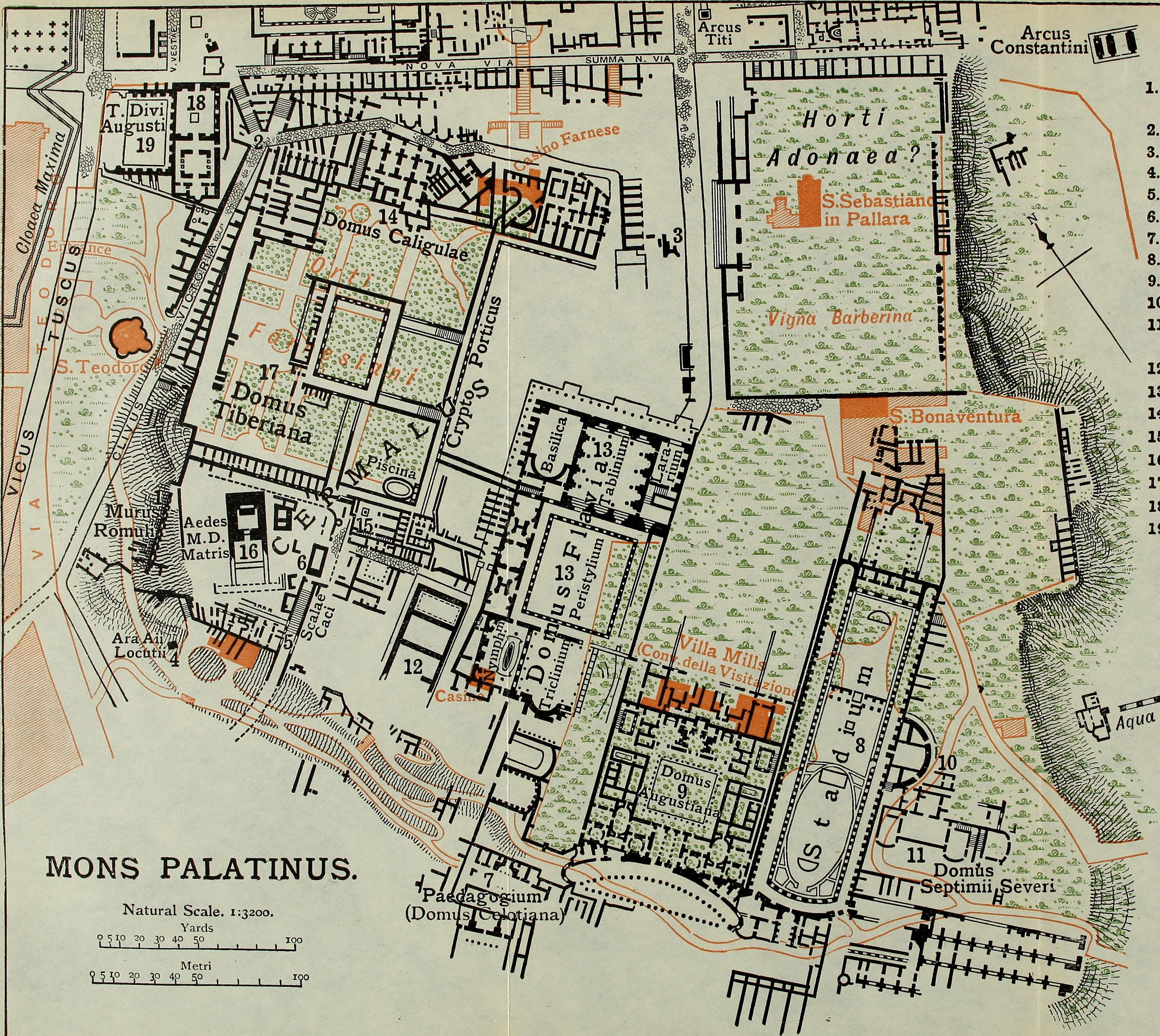
O Clivo da Vitória está à esquerda, em preto, bem ao lado do Vico Tuscolano.

Clivo da Vitória ou Aclive da Vitória (em latim: Clivus Victoriae) era uma rua da Roma Antiga que partia do Velabro em direção ao Palatino, ladeando primeiro sua encosta ocidental e depois a setentrional até terminar no Clivo Palatino. São raros os vestígios da pavimentação original. O seu nome é uma referência ao Templo da Vitória, que ficava nesta rua.

## Trajeto
O Clivo da Vitória começava provavelmente perto da chamada Porta Romana, na chamada Roma quadrata (o pomério original romano), um pouco mais ao sul da igreja de San Teodoro al Palatino. Com uma inclinação relativamente constante, a rua ladeava a lateral ocidental do Palatino até seu vértice setentrional, já entrando no Fórum Romano, onde fazia uma curva brusca para o leste. Este trecho foi depois enterrado pelas fundações do Palácio de Tibério durante as expansões realizadas por Domiciano e Adriano (séculos I e II). Dali, a rua se juntava ao Clivo Palatino, que ligava a Via Sacra ao cume do Palatino, bem na frente do Palácio Flávio.
Em todo o trajeto se conservou a pavimentação antiga em basalto. Uma provável referência a uma reforma da pavimentação desta rua durante o período sulano é testemunhada por uma inscrição recuperada no Fórum Romano.